# Championnat de république démocratique du Congo de football 2004
Navigation
Saison précédente Saison suivante
La saison 2004 du Championnat de république démocratique du Congo de football est la quarante-septième édition de la première division en république démocratique du Congo, la Ligue Nationale de Football. La compétition rassemble les quinze meilleures formations du pays, qui sont passées par des championnats régionaux pour se qualifier. La compétition se déroule en trois phases qualificatives de poules.
C'est le DC Motema Pembe qui est sacré champion à l'issue de la saison, après avoir terminé en tête du classement final, avec trois points d'avance sur le TP Mazembe et huit sur le FC Saint Éloi Lupopo. C'est le dixième titre de l'histoire du club.

## Clubs participants
| - 9 clubs champions de province : - TS Malekesa - Champion de la région de la Province Orientale - AC Capaco Sport - Champion de la région du Nord-Kivu - OC Muungano - Champion de la région du Sud-Kivu - DC Motema Pembe - Champion de la région de Kinshasa - CS Cilu - Champion de la région du Bas-Congo - TV Tshipepele - Champion de la région du Kasaï-occidental - SM Sanga Balende - Champion de la région du Kasaï-oriental - AS Vutuka - Champion de la région de Bandundu - FC Saint Éloi Lupopo - Champion de la région de Katanga | - 6 clubs choisis par les ligues provinciales : - AS Vita Club - Région de Kinshasa - CS Imana - Région du Bas-Congo - AS Vita Club Mbuji-Mayi - Région du Kasaï-oriental - AS Kabasha - Région du Nord-Kivu - OC Bukavu Dawa - Région du Sud-Kivu - TP Mazembe - Région de Katanga |

## Compétition
Le barème de points servant à établir les classements se décompose ainsi :
- Victoire : 3 points
- Match nul : 1 point
- Défaite : 0 point

### Première phase
Chacune des trois poules est divisée en deux groupes : un groupe de deux qui qualifie une équipe et un groupe de trois qui en qualifie deux. Le moins bon des trois deuxièmes des groupes de trois est éliminé.
Poule A :
| Rang | Équipe          | Pts | J | G | N | P | Bp | Bc | Diff |  | Résultats (▼ dom., ► ext.) | Mot | Cil | Vut |
| ---- | --------------- | --- | - | - | - | - | -- | -- | ---- |  | -------------------------- | --- | --- | --- |
| 1    | DC Motema Pembe | 6   | 2 | 2 | 0 | 0 | 9  | 1  | +8   |  | DC Motema Pembe            |     | 2-1 | 7-0 |
| 2    | CS Cilu         | 3   | 2 | 1 | 0 | 1 | 4  | 3  | +1   |  | CS Cilu                    |     |     | 3-1 |
| 3    | AS Vutuka       | 0   | 2 | 0 | 0 | 2 | 1  | 10 | -9   |  | AS Vutuka                  |     |     |     |

| Rang | Équipe        | Pts | J | G | N | P | Bp | Bc | Diff |  | Résultats (▼ dom., ► ext.) | Vit | Ima |
| ---- | ------------- | --- | - | - | - | - | -- | -- | ---- |  | -------------------------- | --- | --- |
| 1    | AS Vita ClubT | 6   | 2 | 2 | 0 | 0 | 5  | 1  | +4   |  | AS Vita ClubT              |     | 4-1 |
| 2    | CS Imana      | 0   | 2 | 0 | 0 | 2 | 1  | 5  | -4   |  | CS Imana                   | 0-1 |     |

Poule B :
| Rang | Équipe          | Pts | J | G | N | P | Bp | Bc | Diff |  | Résultats (▼ dom., ► ext.) | Cap | Mal | Muu |
| ---- | --------------- | --- | - | - | - | - | -- | -- | ---- |  | -------------------------- | --- | --- | --- |
| 1    | AC Capaco Sport | 2   | 2 | 0 | 2 | 0 | 6  | 6  | 0    |  | AC Capaco Sport            |     | 4-4 | 2-2 |
| 2    | TS Malekesa     | 2   | 2 | 0 | 2 | 0 | 5  | 5  | 0    |  | TS Malekesa                |     |     | 1-1 |
| 3    | OC Muungano     | 2   | 2 | 0 | 2 | 0 | 3  | 3  | 0    |  | OC Muungano                |     |     |     |

| Rang | Équipe         | Pts | J | G | N | P | Bp | Bc | Diff |  | Résultats (▼ dom., ► ext.) | Buk | Kab |
| ---- | -------------- | --- | - | - | - | - | -- | -- | ---- |  | -------------------------- | --- | --- |
| 1    | OC Bukavu Dawa | 6   | 2 | 2 | 0 | 0 | 6  | 2  | +4   |  | OC Bukavu Dawa             |     | 2-0 |
| 2    | AS Kabasha     | 0   | 2 | 0 | 0 | 2 | 2  | 6  | -4   |  | AS Kabasha                 | 2-4 |     |

Poule C :
| Rang | Équipe                | Pts | J | G | N | P | Bp | Bc | Diff |  | Résultats (▼ dom., ► ext.) | Lup | San |
| ---- | --------------------- | --- | - | - | - | - | -- | -- | ---- |  | -------------------------- | --- | --- |
| 1    | FC Saint Éloi Lupopo  | 6   | 2 | 2 | 0 | 0 | 3  | 0  | +3   |  | FC Saint Éloi Lupopo       |     | 2-0 |
| 2    | SM Sanga Balende      | 0   | 2 | 0 | 0 | 2 | 0  | 3  | -3   |  | SM Sanga Balende           | 0-1 |     |
| 3    | TV Tshipepele forfait |     |   |   |   |   |    |    |      |  |                            |     |     |

| Rang | Équipe                  | Pts | J | G | N | P | Bp | Bc | Diff |  | Résultats (▼ dom., ► ext.) | Maz | Vit |
| ---- | ----------------------- | --- | - | - | - | - | -- | -- | ---- |  | -------------------------- | --- | --- |
| 1    | TP Mazembe              | 6   | 2 | 2 | 0 | 0 | 5  | 1  | +4   |  | TP Mazembe                 |     | 3-1 |
| 2    | AS Vita Club Mbuji-Mayi | 0   | 2 | 0 | 0 | 2 | 1  | 5  | -4   |  | AS Vita Club Mbuji-Mayi    | 0-2 |     |

### Deuxième phase
Groupe A :
| Rang | Équipe          | Pts | J | G | N | P | Bp | Bc | Diff |  | Résultats (▼ dom., ► ext.) | Maz | Mot | Buk | Mal |
| ---- | --------------- | --- | - | - | - | - | -- | -- | ---- |  | -------------------------- | --- | --- | --- | --- |
| 1    | TP Mazembe      | 15  | 6 | 5 | 0 | 1 | 23 | 4  | +19  |  | TP Mazembe                 |     | 3-1 | 5-1 | 7-0 |
| 2    | DC Motema Pembe | 13  | 6 | 4 | 1 | 1 | 13 | 8  | +5   |  | DC Motema Pembe            | 2-1 |     | 2-0 | 2-2 |
| 3    | OC Bukavu Dawa  | 4   | 6 | 1 | 1 | 4 | 5  | 14 | -9   |  | OC Bukavu Dawa             | 0-3 | 1-3 |     | 3-1 |
| 4    | TS Malekesa     | 2   | 6 | 0 | 2 | 4 | 4  | 19 | -15  |  | TS Malekesa                | 0-4 | 1-3 | 0-0 |     |

Groupe B :
| Rang | Équipe               | Pts | J | G | N | P | Bp | Bc | Diff |  | Résultats (▼ dom., ► ext.) | Lup | Vit | Cil | Cap |
| ---- | -------------------- | --- | - | - | - | - | -- | -- | ---- |  | -------------------------- | --- | --- | --- | --- |
| 1    | FC Saint Éloi Lupopo | 12  | 6 | 3 | 3 | 0 | 7  | 2  | +5   |  | FC Saint Éloi Lupopo       |     | 0-0 | 1-0 | 2-0 |
| 2    | AS Vita ClubT        | 10  | 6 | 2 | 4 | 0 | 6  | 2  | +4   |  | AS Vita ClubT              | 0-0 |     | 1-1 | 2-0 |
| 3    | CS Cilu              | 8   | 6 | 2 | 2 | 2 | 11 | 7  | +4   |  | CS Cilu                    | 0-2 | 1-1 |     | 4-0 |
| 4    | AC Capaco Sport      | 1   | 6 | 0 | 1 | 5 | 4  | 17 | -13  |  | AC Capaco Sport            | 2-2 | 0-2 | 2-5 |     |

### Poule finale
| Rang | Équipe               | Pts | J | G | N | P | Bp | Bc | Diff |  | Résultats (▼ dom., ► ext.) | Mot | Maz | Lup | Vit |
| ---- | -------------------- | --- | - | - | - | - | -- | -- | ---- |  | -------------------------- | --- | --- | --- | --- |
| 1    | DC Motema Pembe      | 14  | 6 | 4 | 2 | 0 | 11 | 7  | +4   |  | DC Motema Pembe            |     | 1-1 | 2-1 | 1-1 |
| 2    | TP Mazembe           | 11  | 6 | 3 | 2 | 1 | 12 | 8  | +4   |  | TP Mazembe                 | 2-3 |     | 4-2 | 3-1 |
| 3    | FC Saint Éloi Lupopo | 6   | 6 | 2 | 0 | 4 | 5  | 8  | -3   |  | FC Saint Éloi Lupopo       | 0-1 | 0-1 |     | 1-0 |
| 4    | AS Vita ClubT        | 2   | 6 | 0 | 2 | 4 | 5  | 10 | -5   |  | AS Vita ClubT              | 2-3 | 1-1 | 0-1 |     |

|  | Qualification pour la Ligue des champions de la CAF 2005 |
|  | Qualification pour la Coupe de la confédération 2005     |
|  | T : Tenant du titre                                      |

## Statistiques

### Meilleurs buteurs
Le tableau suivant liste les joueurs selon le classement des buteurs :
| Rang | Joueur               | Club         | Buts |
| ---- | -------------------- | ------------ | ---- |
| 1    | Biscotte Mbala       | DCMP         | 13   |
| 2    | Ghislain Luyeye      | TP Mazembe   | 12   |
| 3    | Gladys Bokese        | DCMP         | 6    |
| 4    | Monzua Botikatiyo    | DCMP         | 5    |
| 4    | Trésor Mputu         | TP Mazembe   | 5    |
| 6    | Jean-Paul Eale       | AS Vita Club | 4    |
| 6    | Jean-Jacques Yemweni | TP Mazembe   | 4    |
| 6    | Isaac Kasongo        | TP Mazembe   | 4    |
| 9    | Dieudonné Kalulika   | TP Mazembe   | 3    |
| 9    | Mukadi Ilunga        | TP Mazembe   | 3    |
| 9    | Patrick Ngokene      | SC Cilu      | 3    |

## Bilan de la saison
| Championnat de république démocratique du Congo de football 2004 |                             |
| Champion                                                         | DC Motema Pembe (10e titre) |
| Coupes et trophées                                               |                             |
| Vainqueur de la Coupe de république démocratique du Congo 2004   | CS Cilu                     |
| Qualifications continentales                                     |                             |
| Ligue des champions de la CAF 2005                               | DC Motema Pembe             |
| Ligue des champions de la CAF 2005                               | TP Mazembe                  |
| Coupe de la confédération 2005                                   | FC Saint Éloi Lupopo        |
| Coupe de la confédération 2005                                   | CS Cilu                     |
| Promotions et relégations                                        |                             |
| Promus en Linafoot                                               | Aucun                       |
| Relégués                                                         | Aucun                       |